# Tumiańskie
Tumiańskie (deutsch Daumensee) ist ein Binnensee von 121 Hektar Fläche in der Woiwodschaft Ermland-Masuren. Am südlichen Ufer des Sees mündet der Fluss Wardęga.

## Geografische Lage
Der See Tumiańskie liegt in der Stadt- und Landgemeinde Barczewo.